# Силва, Аллан
Аллан Игорь Морено Силва (порт.-браз. Allan Igor Moreno Silva; род. 6 августа 1992) — бразильский шашист, пятикратный чемпион Америки (2011, 2013, 2015, 2016, 2024), чемпион Бразилии (2015) по международным шашкам, чемпион Бразилии по бразильским шашкам (2019). Международный гроссмейстер. Сын бразильского шашиста международного мастера Хосе Силва.
Член с (3 ноября 2018 года) символического клуба победителей чемпионов мира Роба Клерка.

## Спортивная биография
В 2008 году победил на юниорском чемпионате Америки и стал третьим в молниеносной программе первенства мира по международным шашкам среди кадетов, который состоялся в Уфе.
В 2011 году принял участие на взрослом чемпионате Америки и завоевал свой первый титул чемпиона. Также он победил в формате блиц. В этом же году дебютировал на чемпионате мира по международным шашкам (18 место). На чемпионате мира 2013 года занял 5 место на предварительном этапе и 14 место в финале Б, в 2015 году занял десятое место.
В 2016 году на международном турнире «Салоу Опен» занял 2 место в блице.
На чемпионате мира 2019 года занял 11 место.
В 2024 году убедительно победил на чемпионате Америки, опередив занявшего второе место Сулеймана Кейту на 2 очка. Также одержал победу в формате блиц.

### Чемпионат мира
| Год  | Место         | Очки | Результат |
| ---- | ------------- | ---- | --------- |
| 2011 | 18            | 15   | +2=11-6   |
| 2013 | 14 в финале B | 10   | +2=6-1    |
| 2015 | 10            | 20   | +1=18-0   |
| 2019 | 11            | 18   | +4=10-5   |

### Чемпионат Америки
- 2011 (1 место)[13]
- 2013 (1 место)[14]
- 2015 (1 место)[15]
- 2016 (1 место)[16][17]
- 2018 (2 место)[18]
- 2024 (1 место)[19]
- 2024 (1 место блиц)[20]